# Cameron Duncan
Cameron Duncan (* 20. April 1986 in Neuseeland; † 12. November 2003 in Texas, USA) war ein neuseeländischer Skriptautor und Filmregisseur. Durch eine Knochenkrebs-Erkrankung starb er mit 17 Jahren. Kurz vor seinem Tod schrieb er während seiner Chemotherapie seine Autobiografie.

## Leben
Schon in seiner Jugend wollte Duncan mit Filmen Erfolg haben. An Wochenenden stellte er mit Freunden Kriegsszenen vor der Kamera nach. Schon damals erkannte man seine besonderen Fähigkeiten. Die Wende in seinem Leben kam mit der Diagnose eines bösartigen Tumors im Knie. Der Krebs wurde mithilfe einer Chemotherapie behandelt, die den Tumor scheinbar zerstörte. Seinen ersten Film, DFK6498, widmete er dieser Zeit gegen den Tumor sowie dem „Gefängnis“ Krankenhaus. Nach der Therapie wandte er sich wieder seinem Lieblingssport zu, dem Softball.
Peter Jackson, der Regisseur von Herr der Ringe, wurde kurz nach dem Klinikaufenthalt auf Duncan aufmerksam. Jackson und seine Frau Fran Walsh waren Initiatoren einer Organspende-Organisation und suchten einen Regisseur für eine großangelegte Werbeaktion für Organtransplantationen. Nachdem Duncan die beiden am Set zu Herr der Ringe besuchte, waren diese fasziniert von seinem Können.
Bevor Duncan seine Arbeiten für die Organspende-Werbung beenden konnte, kehrte der Krebs zurück. Diesmal standen die Heilungschancen sehr schlecht. Während der Therapie beendete Duncan die Planungen für die Werbung, um sich wieder eigenen Projekten widmen zu können. In den letzten Monaten seines Lebens schuf Cameron Duncan mit Strike Zone einen kurzen Film, in welchem er sein ungerechtes Leben widerspiegeln wollte. Während der Dreharbeiten verursachte der Krebs ein Loch in seiner Lunge. Dennoch erlebte Duncan die Fertigstellung seines letzten Werkes und starb erst kurz darauf am 12. November 2003. Seine Beerdigung fand genau so statt, wie er sie zuvor in seiner Autobiographie niederschrieb.

## Werke
Neben zahlreichen Clips entwickelte Cameron Duncan zwei Werbespots, einen über Verkehrssicherheit und einen über Organspende und zwei Filme. In beiden Filmen spiegelte er seinen Kampf mit dem Krebs wider.

### DFK6498
DFK6498 handelt von Duncans ersten Erfahrungen mit Knochenkrebs im Alter von 16 Jahren. Er spielte gerne Softball und hatte den Traum für Neuseeland zu spielen, doch aufgrund seines Knochenkrebs im linken Bein war ihm dies nicht möglich. Im Film stellt er den Aufenthalt im Krankenhaus wie eine Art Gefängnis dar und zeigt, wie er sich mit seiner Krankheit fühlt. Er ermahnt seine Umwelt, auch die kleinen Dinge im Leben zu schätzen und versucht zu zeigen, wie gut es die meisten haben, allein weil sie nicht krank sind. Der Film ist in etwa zehn Minuten lang und wurde kurz nach seiner Chemotherapie gedreht. Er selbst war dabei Regisseur und Scriptschreiber und spielte die Hauptrolle.

### Strike Zone
Kurz nachdem Duncan erfuhr, dass er nur noch zwei Monate zu leben habe, widmete er sich seinem autobiographischen Film. Autor sowie Regisseur ist Duncan selbst. Produziert wurde er von Sharon Duncan, Kameramann war Rhys Duncan. Der Film zeigt einen Softballfan, der beschließt, seine letzten Lebenstage als Coach eines Softballteams zu leben. Er will sich damit unsterblich in der Geschichte verankern und niemals vergessen werden. Zum Ende stirbt der Trainer beim letzten und wichtigsten Match seiner Mannschaft.
Cameron Duncan war selbst ein Softballspieler und Softballfan. In seinem Film stellt er dar, dass sein kurzes Leben nicht vergessen sein soll. Zum Ende des Videos zeigt Duncan, wie er beerdigt werden will: auf einem Hügel mit Blick auf ein Softballfeld.

## Auszeichnungen
Cameron Duncan gewann mit seinen Werken einige Auszeichnungen. Sein früherer Werbespot zur Verkehrssicherheit in Neuseeland sowie der Spot für die Organspende bekamen den Fair Go Ad Award.

## Erinnerungen
Peter Jackson widmete das Lied Into the West dem kreativen Filmemacher. Das Lied wurde zu seiner Beerdigung gespielt, bekam einen Oscar sowie Golden Globe Award und wird in Jacksons Kino-Film Der Herr der Ringe: Die Rückkehr des Königs gespielt. Außerdem findet man auf der Special Extended Edition des Films eine Dokumentation über Cameron Duncan und seine Werbespots für die Organspende und die Verkehrssicherheit sowie seine beiden Filme.